# Psychotria fluviatilis
Psychotria fluviatilis là một loài thực vật có hoa trong họ Thiến thảo. Loài này được Chun ex W.C.Chen miêu tả khoa học đầu tiên năm 1992.